# Kliprivieri Köztársaság
A Kliprivieri Köztársaság (afrikaansul: Republiek van Kliprivier) 1847 és 1848 között fennállt búr állam, amely a Dél-afrikai Köztársaság KwaZulu-Natal tartományának területén feküdt, a mai Ladysmith városának környékén. Nevét a területet átszelő Klip folyóról kapta.
A köztársaságot a Natalt elhagyó búrok alapították, amit Nagy-Britannia 1843-ban annektált. 1847. január 7-én a highveldi búr telepesek szerződést kötöttek Mpande zulu királlyal, melynek értelmében a Tugela és a Buffel folyók közti területet kapták államalapításra. Andreas Theodorus Spies itt deklarálta a kliprivieri köztársaságot, amelynek elnöke lett.
A szerződés azonban megsértett egy korábbi megállapodást Mpande és az angolok között, amely Zuluföld és Natal határait volt hivatott rögzíteni.
1848-ban a britek annektálták Klipriviert is és a búrok lakta területen létrehozták Ladysmith városát. A területet elhagyó búrok négy évvel később Spies vezetésével megalapították az Utrechti Köztársaságot, amely 1858-ig állt fenn.
A köztársaság Natal korábbi lobogóját használta.